# Inquisitor zonata
Inquisitor zonata é uma espécie de gastrópode do gênero Inquisitor, pertencente a família Pseudomelatomidae.